# Општина Матеј (Бистрица-Насауд)
Матеј (рум. Matei) општина је у Румунији у округу Бистрица-Насауд.
Oпштина се налази на надморској висини од 338 m.